# Културни диверзитет
Културни диверзитет је постојање, у оквиру друштва, различитих расних, верских и етничких група, као и других група које не деле исте вредности и животне стилове. Културни диверзитет (познат и као културни плурализам) подразумева прихватање и поштовање ових разлика, а не асимилацију у доминантну културу. У пракси социјалног рада и од социјалног радника се захтева учење нових култура.